# 石神甲子郎
石神 甲子郎（いしがみ かしろう、1900年4月1日 - 1979年10月7日）は、日本の造園家。行政官として国立公園の指定や国定公園の制定、日本の自然保護において尽力した。日本山岳会会員。静岡県出身。

## 略歴
- 1925年（大正14年）3月東京帝国大学農学部農学科卒業
- 1925年（大正14年）4月から明治神宮造営局技手
- 1935年（昭和10年）4月から内務省都市計画地方委員会に造園系の技師として愛知県に赴任
- 1938年（昭和13年）12月厚生省に異動、体力局技師に
- 1941年（昭和16年）、1943年（昭和18年）～1948年（昭和23年）日本造園学会理事
- 1948年（昭和23年）～1954年（昭和29年）厚生省国立公園部計画課長
- 1952年（昭和27年）～1959年（昭和34年）日本造園学会理事
- 1959年（昭和34年）～1963年（昭和38年）日本造園学会監事
- 1954年（昭和29年）～1971年（昭和46年）国立公園審議会自然環境保全審議会委員
- 1960年（昭和35年）～1978年（昭和53年）日本自然保護協会常務理事
- 1971年（昭和46年）5月　日本造園学会名誉会員
- 1972年（昭和47年）勲三等瑞宝章

## 著作物
- 『自然保護運動について』(<特集>学会50年の回顧と展望) 造園雑誌，1977年3月号
- 『自然保護憲章について』 (自然保護と市民運動<特集>) 社会教育，1977年1月号
- 『自然環境といのち』 ("環境"を考える<特集>) 公衆衛生，1975年8月号
- 『両立しなかった観光開発と自然保護』 (農業とレクリェーションは共存するか(特集)) 農林統計調査，1971年10月号
- 『自然保護の本質』 (自然保護(特集)) 地理，1970年4月号
- 『破壊されゆく自然の実態』 (「人間と自然」の危機(特集)) 自由 12(7), 76-83, 1970年7月号
- 『歴史的自然公園の指定について』 (昭和34年度春季大会研究発表要旨) 造園雑誌，1959年8月号
- 『国立公園選定標準について』(昭和32年度春季大会研究発表要旨) 造園雑誌，1957年8月号
- 『国立公園25年の変遷史』国立公園，1956年7月号
- 『府県立自然公園に就て』造園雑誌，1954年1月号
- 『国立公園施設整備に就ての構想』国立公園，1953年4月号
- 『国立公園の理論と技術の研究』国立公園，1952年8月号
- 『自然保存』公園緑地，1951年4月号
- 『瀬戸内海国立公園の拡張』国立公園，1950
- 『體錬緑地敷地問題』造園雑誌，1943年9月号
- 『體錬緑地擴充』 造園雑誌，1942年12月号
- 『明治神宮境域管理』造園雑誌，1940年12月号
- 『熱田神宮神田整備』造園雑誌，1940年3月号
- 『名古屋都市計画公園指定の効果』造園雑誌， 1936年12月号
- 『神と杜』桜井勝之進. 神と杜刊行会, 1976
- 『自然より学ぶ』1974